# 곡성중앙초등학교 압록분교
곡성중앙초등학교 압록분교는 전라남도 곡성군 오곡면 섬진강로 1060 (압록리)에 있었던 초등학교 분교이다.

## 연혁
- 1934년 6월 1일 오곡공립보통학교 부설 압록간이학교 개교
- 1943년 4월 1일 오곡동공립국민학교로 승격
- 1946년 4월 20일 압록국민학교로 교명 변경
- 1994년 3월 1일 하한분교장 통폐합
- 1996년 3월 1일 봉조분교장 오곡초등학교로 통폐합
- 1996년 3월 1일 압록초등학교로 교명 변경
- 2000년 2월 28일 오곡초등학교 압록분교장으로 격하
- 2004년 3월 1일 곡성중앙초등학교로 관할 변경
- 2005년 3월 1일 곡성중앙초등학교로 통폐합